# Lockhartia lunifera
Lockhartia lunifera es una especie de orquídea epifita originaria de América.

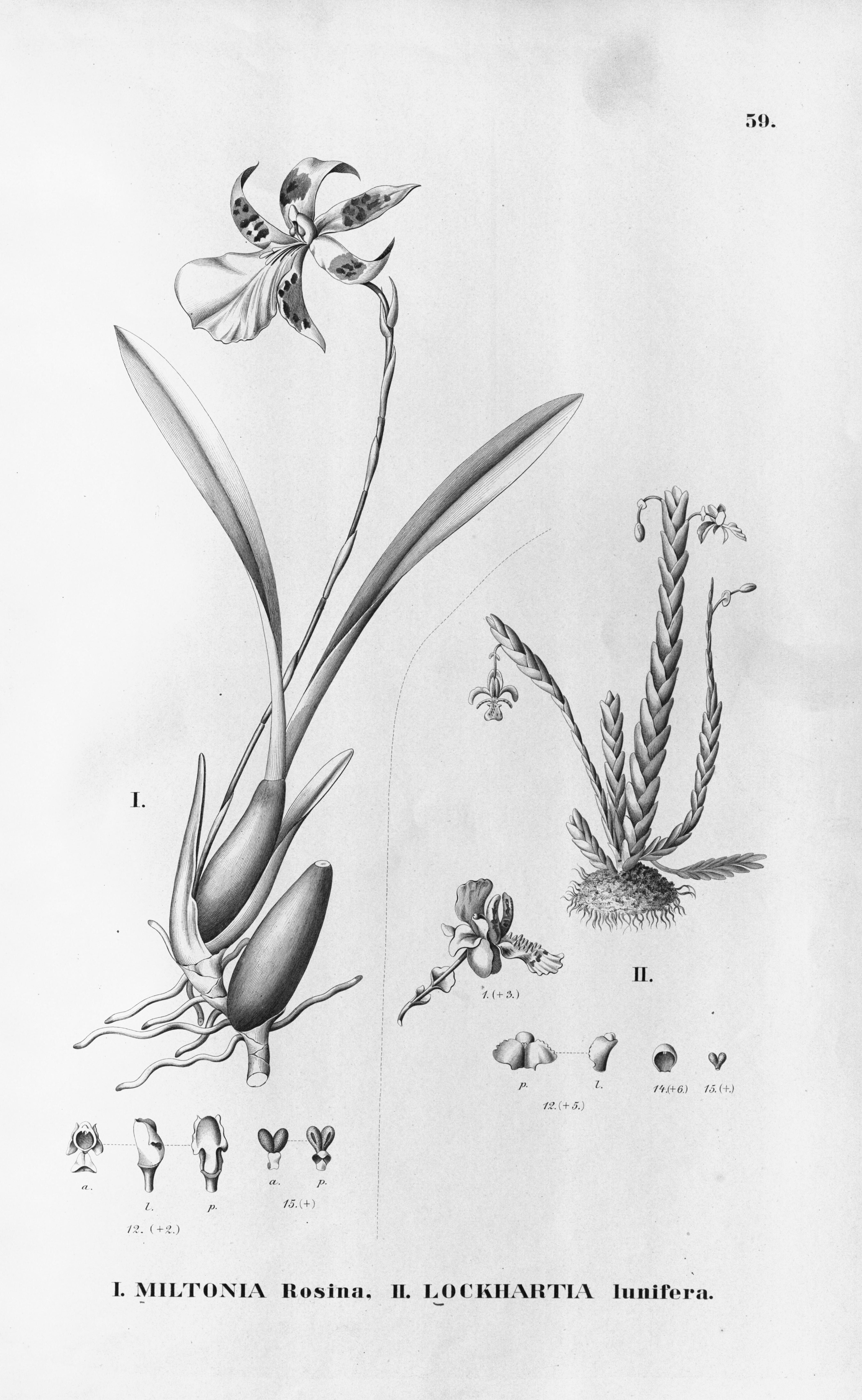
Ilustración

## Descripción
Es una orquídea de tamaño pequeño a medio con hábitos de epifita y pseudobulbos alargados, de 10 a 30 cm, en su mayoría de tallos colgantes que están muy juntos envueltos completamente por numerosas hojas, imbricadas, basalmente juntas, conduplicadas,y triangulares que son bilateralmente comprimidas, densamente imbricadas y unos 1,25 cm de largo, alternativamente dispuestas a lo largo del tallo. La inflorescencia es axilar florece en primavera en la parte apical del tallo y tiene varias flores y se envuelve por una bráctea cóncava. Florecen en la primavera y el verano y son muy duraderas.

## Distribución y hábitat
Se encuentra en Brasil.

## Taxonomía
Lockhartia lunifera fue descrita por (Lindl.) Rchb.f. y publicado en Botanische Zeitung (Berlin) 10: 767. 1852.
Etimología
Lockhartia: nombre genérico otorgado en homenaje a Sir David Lockhart, superintendente del Imperial Jardín Botánico de Trinidad y Tobago, en el siglo XVIII.
lunifera: epíteto latíno que significa "con sépalo de media luna".
Sinonimia
- Fernandezia lunifera Lindl. (basónimo)
- Fernandezia robusta Klotzsch ex Rchb.f.[5]